# Bergmyrtjärnen (Stuguns socken, Jämtland)
Bergmyrtjärnen är en sjö i Ragunda kommun i Jämtland och ingår i Indalsälvens huvudavrinningsområde.